# Castell Henllys
Castell Henllys är ett slott i Storbritannien.   Det ligger i kommunen Pembrokeshire och riksdelen Wales, i den södra delen av landet, 300 km väster om huvudstaden London. Castell Henllys ligger 69 meter över havet.
Terrängen runt Castell Henllys är kuperad åt sydost, men åt nordväst är den platt. Castell Henllys ligger nere i en dal. Runt Castell Henllys är det ganska tätbefolkat, med 70 invånare per kvadratkilometer. Närmaste större samhälle är Cardigan, 9,2 km nordost om Castell Henllys. Trakten runt Castell Henllys består i huvudsak av gräsmarker.